# Calophyllum nubicola
Calophyllum nubicola là một loài thực vật có hoa thuộc họ Clusiaceae và được W. G. D'Arcy và R. C. Keating miêu tả khoa học lần đầu tiên. Loài này chỉ có ở Panama và hiện đang bị đe dọa vì mất môi trường sống.